# Raphimetopus ablutella
Raphimetopus ablutella är en fjärilsart som beskrevs av Philipp Christoph Zeller 1839. Raphimetopus ablutella ingår i släktet Raphimetopus och familjen mott. Inga underarter finns listade i Catalogue of Life.